# Constantin Toneanu
Constantin Toneanu a fost un actor român de teatru. A fost căsătorit cu actrița Nunuța Hodoș cu care a avut o fiică, Rodica Hodoș, actriță la rândul ei.
A făcut parte din „Compania Voiculescu-Bulandra” cu care, pe 30 august (SV 12 septembrie) 1914, alături de alți mari actori precum Marioara Voiculescu, Lucia Sturdza-Bulandra, Tony Bulandra, Ion Manolescu, prezintă premiera piesei Soțul ideal de Oscar Wilde.
În perioada 1923 - 1924 Constantin Toneanu înființeză o trupă de teatru cu care montează mai multe spectacole în orașul Brăila. Problemele financiare determină însă destrămarea trupei.
A înființat, împreună cu Sică Alexandrescu și cu Alexandru Ionescu-Ghibericon, compania Teatrul Nostru.